# Glàndula anal
Les glàndules anals o sacs anals són petites glàndules que es troben prop de l'anus en molts mamífers, com gossos i gats. Es tracta de dos sacs situats a banda i banda de l'anus, entre els músculs esfínter intern i extern. Les glàndules sebàcies que contenen secreten un líquid que s'utilitza per la identificació d'individus dins d'una espècie. Aquests sacs es troben en tots els carnívors, inclosos els ossos, la llúdria marina i el kinkajú.

## En humans

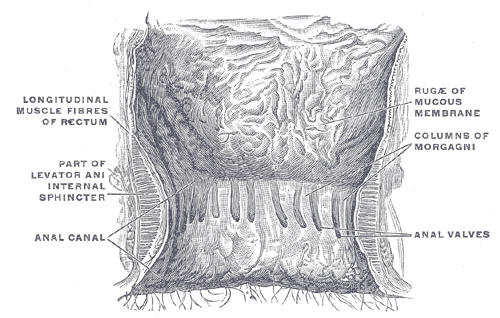
Diagrama que mostra el canal anal, amb la línia dentada, al llarg de la qual s'obren les criptes anals. Les glàndules anals drenen cap a les criptes anals, a través dels conductes anals. Cal tenir en compte també que el pla intersfinctèric és on es troben algunes d'aquestes glàndules

Les glàndules anals es troben a la paret del canal anal. Secreten al canal anal a través de conductes anals que s'obren a les criptes anals al nivell de la línia dentada. Les pròpies glàndules es troben a diferents profunditats de la paret del canal anal, algunes entre les capes de l'esfínter intern i extern. La teoria criptoglandular afirma que la obstrucció d'aquests conductes, presumiblement per l'acumulació de material estrany (per exemple, el taponament per bacteris fecals) a les criptes, pot donar lloc a un abscés perianal i la formació de fístules.

## En gossos
En els gossos, a aquests sacs de vegades se'ls anomena "glàndules odoríferes", perquè permeten als animals marcar el seu territori e identificar altres gossos. La major part dels gossos petits i molts dels grans senten la necessitat de fer ús de les seves glàndules anals en algunes etapes de les seves vides. Les secrecions s'han de realitzar per mantenir la higiene del gos, per exemple, si les fuites de líquid es produeixen de forma espontània i per eliminar el malestar. El malestar del gos s'evidencia amb el seu comportament: arrossegant la part posterior, llepant-se o mossegant-se l'anus, asseient-se de forma incomode, tenint dificultats per seure o estar dret, o mossegant-se la cua. En alguns gossos els sacs poden estar buits, especialment en moments d'estres, podent provocar un canvi sobtat molt desagradable en l'olor del gos. Generalment els excrements són ferms i els sacs estan buits quan l'animal defeca. Quan la femta és suau, no exerceix prou pressió sobre les glàndules, el qual li pot impedir evacuar. Això li pot produir malestar, ja que els sacs anals pressionen l'anus. Quan això succeeix, els sacs poden ser buidats per un cuidador o un veterinari, esprement-los de manera que el seu contingut s'allibera a través de petits conductes a cada banda de l'anus. Aquesta tècnica és coneguda amb el nom de anal sac expression (anglès). El malestar també es pot evidenciar per la impactació o la infecció de les glàndules anals. La impactació té lloc amb la obstrucció del conducte que va de les glàndules a les obertures, generalment no dolorosa i amb inflamació. La infecció té com a resultat dolor, inflamació i de vegades febre. El tractament sovint implica el freqüent buidat del sac i l'ús d'antibiòtics. Ocasionalment el tractament pot incloure la punció d'un abscés o la infusió d'antibiòtic dins la glàndula en el cas d'infecció. Els bacteris més comuns d'infecció de la glàndula anals són: E. coli, Enterococcus faecalis, Clostridium perfringens i els pròteus.
Les glàndules anals poden ser eliminades quirúrgicament, en el cas d'infeccions recurrents o la presència d'un adenocarcinoma, un tumor maligne. Entre les complicacions potencials es troben la incontinència fecal (especialment quan es treuen ambdues glàndules), tenesme rectal provinent de l'estenosi o la formació de cicatrius, i fístules que drenen persistentment.
El fluid dels sacs anals és normalment de color entre groc i bronzejat i de consistència aquosa. El material de sac anal impactat és generalment de color marró o gris i espès. La presència de sang o pus indica infecció.

## En gats
Com les dels gossos, les glàndules anals dels gats poden buidar-se espontàniament, especialment en moments d'estres, i provocar un canvi sobtat molt desagradable en l'olor de l'animal. Les glàndules d'un gat poden arribar a impactar-se, fent que l'animal defequi fora de la caixa de sorra, gairebé en qualsevol lloc de la casa. Un veterinari pot buidar-li les glàndules obstruïdes, fent que deixi de defecar fora de la caixa de sorra immediatament, en la majoria dels casos. Sovint aquest problema s'interpreta incorrectament com de comportament, quan és completament degut a tenir les glàndules obstruïdes o bloquejades o dificultat per defecar .

## En opòssums
Els opòssums utilitzen les seves glàndules per "fer-se el mort". Quan imiten la mort, les glàndules secreten un líquid pudent, que suggereix que l'animal s'està descomponent. Cal tenir en compte que els opòssums no són carnívors, i que els seus sacs són diferents que els dels gossos i els seus parents.

## En mofetes
Les mofetes utilitzen les glàndules anals per ruixar un fluid enganxós que emet una olor molt desagradable, per defensar-se dels predadors.